# Tersalikvot
Tersalikvot är en orgelstämma av typen alikvotstämma som vanligen är 3 1⁄5´, 1 3⁄5´ och 4⁄5´. Stämman tillhör kategorin labialstämmor.